# Drust IV
Drust fils de Girom était un roi des Pictes du VIe siècle.

## Éléments de biographie
La liste des rois des Pictes des Chroniques Pictes l'associe souvent à Drust Uudrost avec des durées de règnes variés, allant de un à quinze ans, conjoints ou séparés sont attribués aux deux rois. Après ce règne commun, Drust mac Girom semble avoir régné seul pendant une période de quatre à cinq ans soit de 526 à 531 conjointement et de 531 à 536 seul
Drest est le premier de trois possibles frères, tous appelés « fils de Girom », que l'on retrouve dans la liste des rois des Pictes, les autres étant ses successeurs Gartnait mac Girom et Cailtram mac Girom.